# Фабаре, Шелли
Ше́лли Фабаре́ (англ. Shelley Fabares, род. 19 января 1944) — американская актриса и певица, которая добилась наибольшей известности в подростковом возрасте в начале шестидесятых по роли в ситкоме «Шоу Донны Рид» (1958—1965) и фильмам «Счастлив с девушкой», «Выходные в Калифорнии» и «Пикник у моря». На более позднем этапе карьеры она снялась в ситкоме «Тренер» (1989—1997), который принес ей две номинации на премию «Эмми». Как певица она известна благодаря синглу «Johnny Angel» 1962 года, который возглавил чарт Billboard Hot 100.

## Жизнь и карьера
Мишель Энн Мари Фабаре родилась в Санта-Монике, штат Калифорния. Она является племянницей актрисы и певицы Нанетт Фабрей. Фабаре начала сниматься в возрасте трех лет, а в десятилетнем возрасте получила первую заметную роль в телесериале «Письмо Лоретты» с Лореттой Янг. В 1958 году она получила роль Мэри Стоун, дочери героини Донны Рид, в одном из первых комедийных телесериалов в истории телевидения — «Шоу Донны Рид». Подростковая популярность Шелли Фабаре в США помогла начать ей карьеру певицы и в 1962 году она выпустила дебютный альбом Shelley!, а главный сингл с альбома — «Johnny Angel» возглавил чарт Billboard Hot 100 и был продан тиражом более миллиона копий.
После завершения «Шоу Донны Рид» Шелли Фабаре снялась в нескольких успешных кинофильмах, включая три картины с Элвисом Пресли: «Счастлив с девушкой», «Выходные в Калифорнии» и «Пикник у моря». В семидесятых карьера актрисы складывалась менее успешно и она в основном появлялась в телефильмах и сериалах. С 1978 по 1983 год она появлялась в ситкоме «Однажды за один раз», где также снималась её тетя Нанетт Фабрей. В 1989 году она получила роль в Кристин Армстронг Фокс в другом телевизионном ситкоме — «Тренер» канала ABC. Шоу просуществовало в эфире девять сезонов, итого двести эпизодов, а Фабаре получила две номинации на премию «Эмми» за свою роль. В последующие годы она ушла с экранов и в основном редко озвучивала анимационные фильмы.
Шелли Фабаре была замужем дважды. Её второй муж — актёр Майк Фаррелл, с которым они в браке с 1984 года.

## Фильмография
- 1955 — The Girl Rush
- 1956 — Never Say Goodbye
- 1956 — The Bad Seed
- 1956 — Rock, Pretty Baby
- 1957 — Jeanne Eagels
- 1958 — Summer Love
- 1958 — Marjorie Morningstar
- 1958—1965 — Шоу Донны Рид/The Donna Reed Show
- 1964 — Ride the Wild Surf
- 1965 — Счастлив с девушкой/Girl Happy
- 1966 — Hold On!
- 1966 — Выходные в Калифорнии/Spinout
- 1967 — Пикник у моря/Clambake
- 1968 — A Time to Sing
- 1972—1974 — The Brian Keith Show
- 1976—1977 — The Practice
- 1978—1984 — Однажды за один раз/One Day at a Time
- 1987 — Бесконечная погоня/Hot Pursuit
- 1989 — Она написала убийство/Murder, She Wrote
- 1989—1997 — Тренер/Coach

## Дискография
- Shelley! #106 в Billboard 200[6]
- The Things We Did Last Summer #121 в Billboard 200[6]
- Teenage Triangle #48 в Billboard 200[6]
- Bye Bye Birdie
- More Teenage Triangle